# 吉阳镇 (建瓯市)
吉阳镇，是中华人民共和国福建省南平市建瓯市下辖的一个乡镇级行政单位。

## 行政区划
吉阳镇下辖以下地区：
玉屏社区、吉阳村、玉溪村、宅墩村、曹墩村、新桥村、胜利村、张坑村、巧溪村、大夫村、黄布村、巨历口村和圭历村。